# André Lurçat

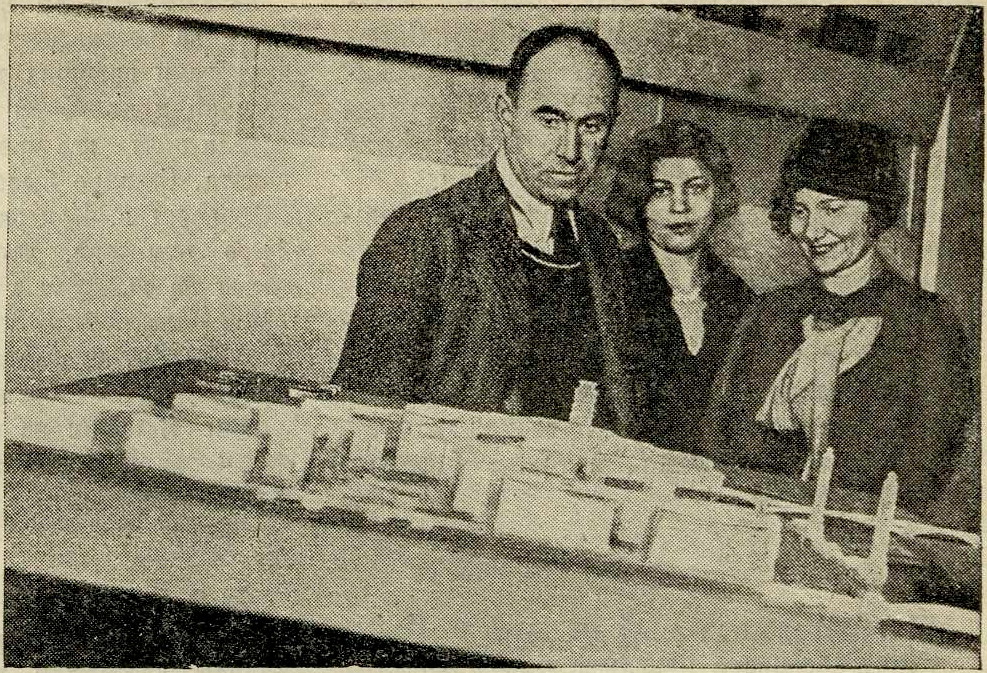
André Lurçat (1934)

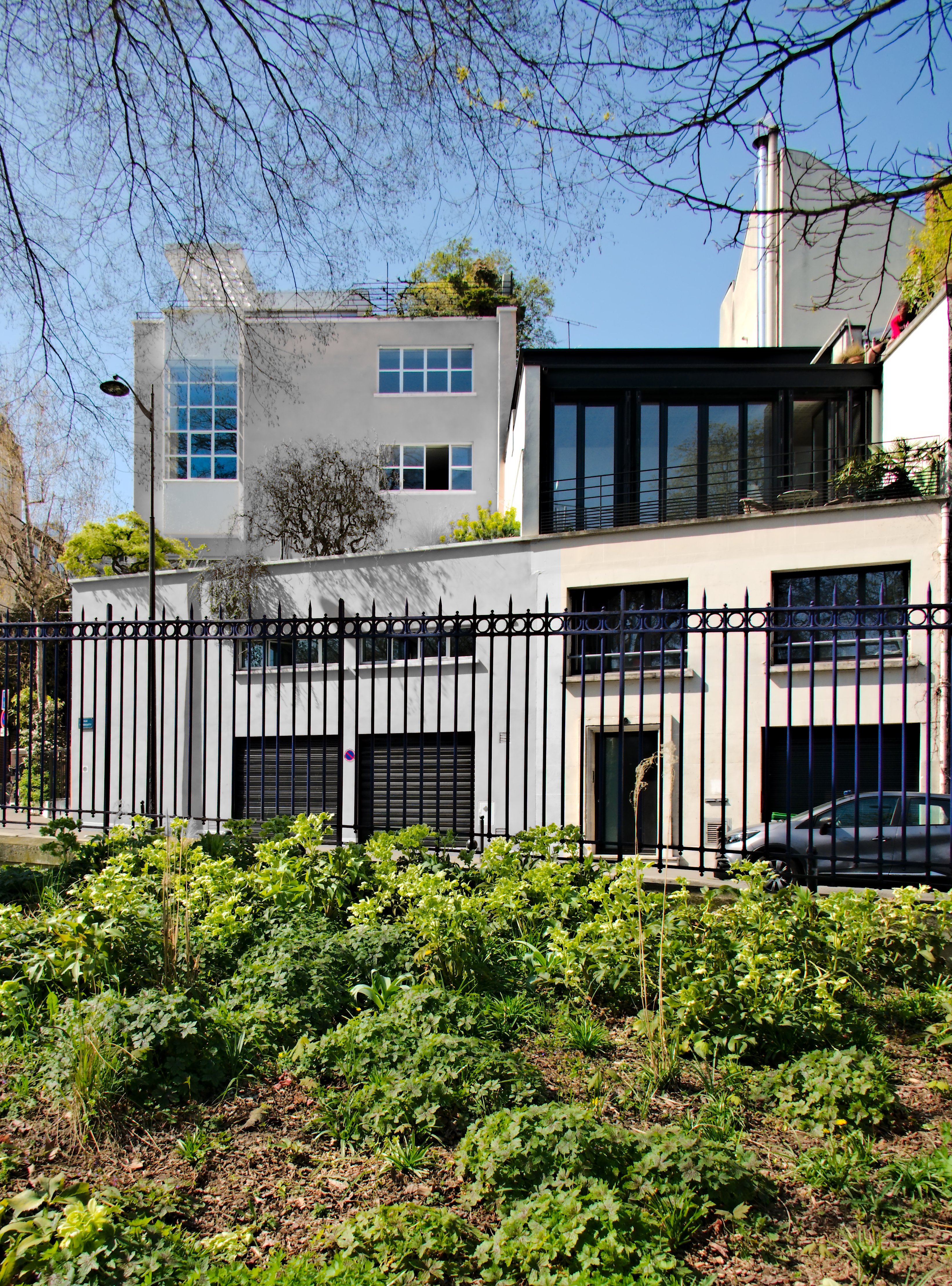
Villa Guggenbühl

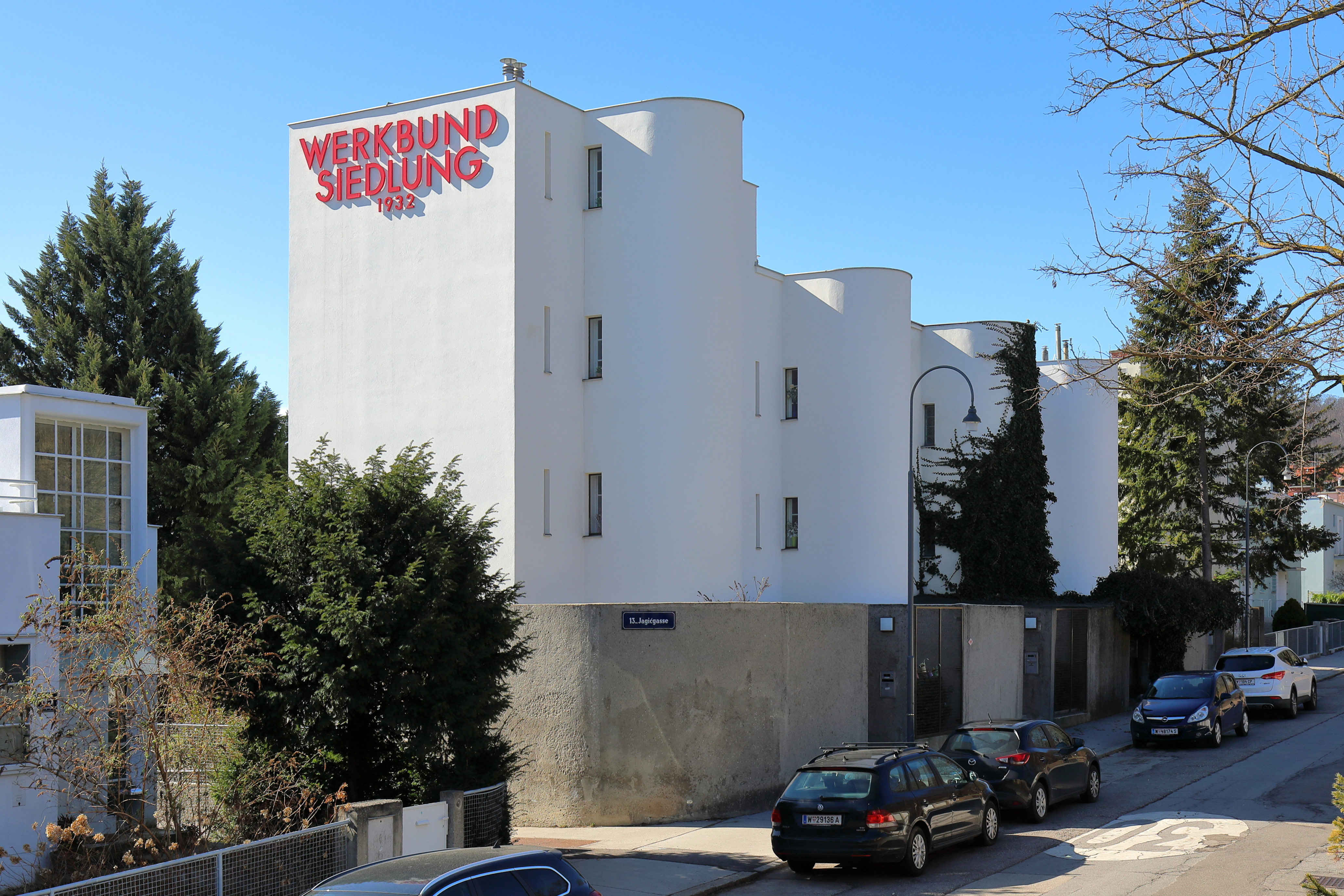
Werkbundsiedlung Wien

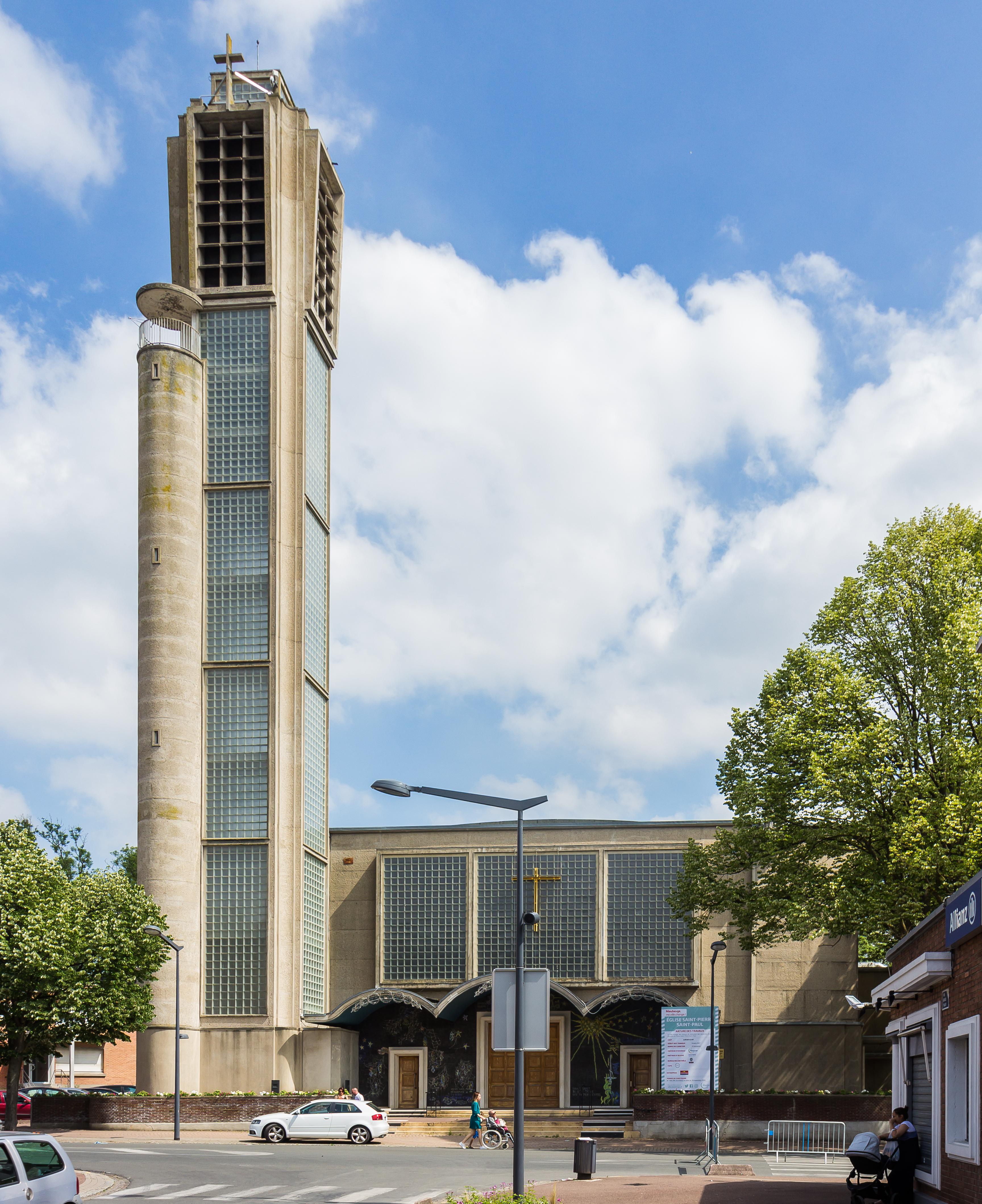
Église Saint-Pierre-et-Saint-Paul de Maubeuge

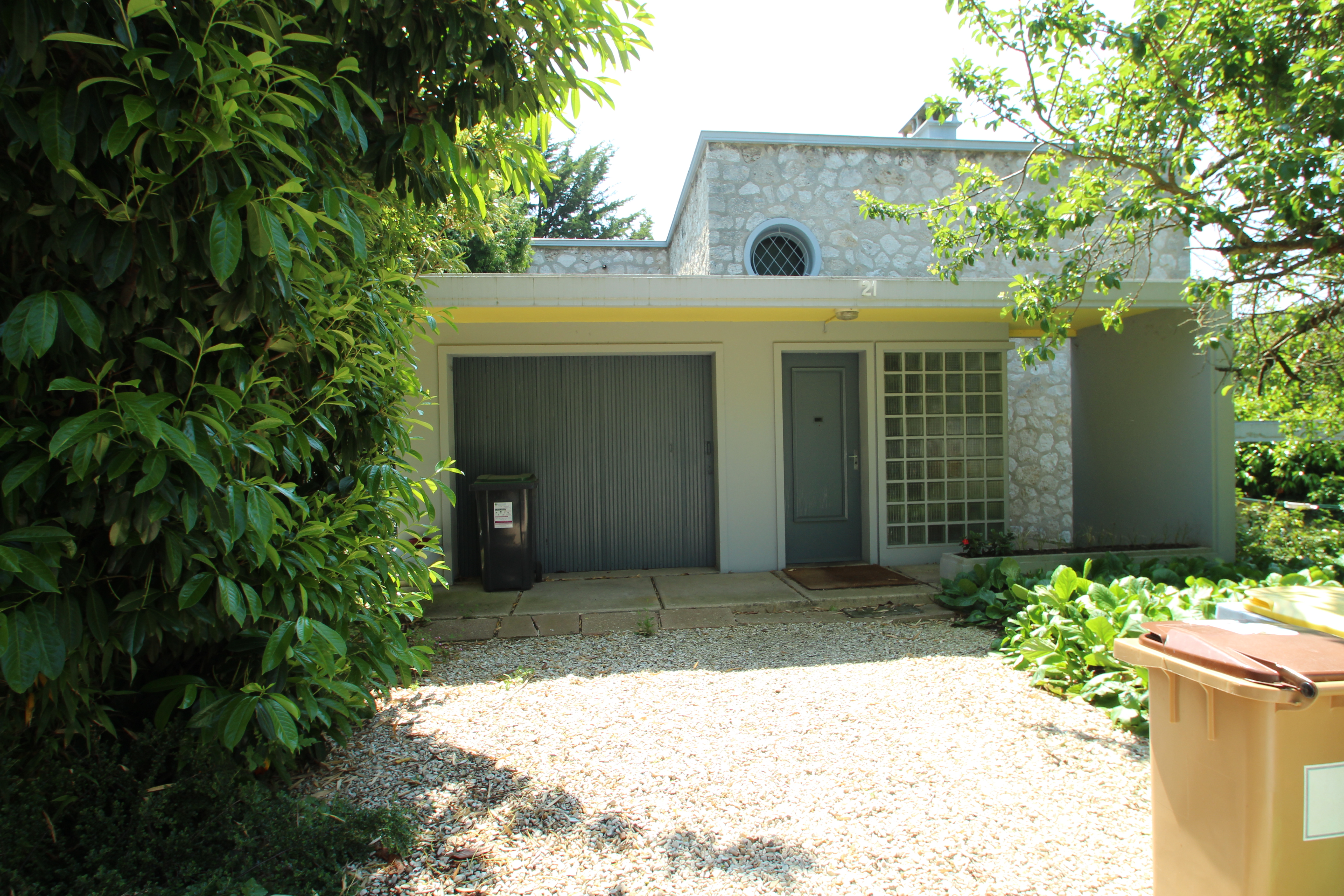
Maison Lurçat

André Lurçat (* 27. August 1894 in Bruyères; † 11. Juli 1970 in Sceaux) war ein französischer Architekt.

## Leben
André Lurçat war ein Bruder des Künstlers Jean Lurçat. Nach dem Bau einer Reihe von Wohnhäusern in Paris, die repräsentativ sind für den Stil der späten 1920er und beginnenden 1930er Jahre in Frankreich, schuf André Lurçat mit dem Schulkomplex im Pariser Vorort Villejuif dank der Unterstützung des dortigen kommunistischen Bürgermeisters Paul Vaillant-Couturier sein Hauptwerk, das ihm zu internationalem Ruhm verhalf. Er lebte von 1934 bis 1937 in der UdSSR, wo er unter anderem ein Kinderkrankenhaus und ein Institut für Physik und Chemie baute.

## Bauten
- 1923–1928: Atelierwohnhäuser der Villa Seurat in Paris, 14. Arrondissement
- 1927: Villa Guggenbühl, 14. Arrondissement in Paris[1]
- 1927: Atelierwohnhaus für die Bildhauerin Froriep de Salis in Boulogne-Billancourt[2]
- 1927: Fassade und Inneneinrichtung für die Galerie Barbazanges-Hodebert, 8. Arrondissement in Paris
- 1929: Hôtel Nord-Sud in Calvi auf Korsika[3]
- vor 1931: Großwohnhaus in Bagneux (Hauts-de-Seine)[4]
- 1931–1932: Villa Hefferlin in Ville-d’Avray
- 1931–1932: Wohnhäuser in der Werkbundsiedlung Wien
- 1931–1933: Schulkomplex in Villejuif
- 1949: Maison Lurçat in Sceaux (Hauts-de-Seine)
- 1950–58: Kirche Saint-Pierre-et-Saint-Paul in Maubeuge[5]

## Veröffentlichungen
- Architecture. Au Sans Pareil, Paris 1929
- Formes, composition et lois d’harmonie: Eléments d’une science de l’esthétique architecturale. Editions Vincent, Fréal & Cie, Paris 1953
- Œuvres récentes. Editions Vincent, Fréal & Cie, Paris 1961